# Proceroecia rivotella
Proceroecia rivotella is een mosselkreeftjessoort uit de familie van de Halocyprididae. De wetenschappelijke naam van de soort is voor het eerst geldig gepubliceerd in 1994 door McKenzie & Benassi.